# Wilcze leże
Wilcze leże – zbiór dziesięciu opowiadań autorstwa Andrzeja Pilipiuka. Opowiadania nie są ze sobą powiązane fabularnie, jednak w niektórych pojawiają się znane miłośnikom twórczości Pilipiuka postaci doktora Pawła Skórzewskiego oraz Roberta Storma.
Spis opowiadań: Odległe krainy, Promienie X, Lalka, List z wysokich gór, Wilcze leże, Cmentarzysko Marzeń, Ci, którzy powinni pozostać, Samobójstwo na Maślicach, Relikwiarz, Szafa. Zbiór zawiera również krótkie biogramy przedstawiające postaci Pawła Skórzewskiego i Roberta Storma.